# FK Partizan Bosanska Kostajnica
Fudbalski klub Partizan (FK Partizan; Partizan; Partizan Kostajnica; Partizan Bosanska Kostajnica, srpski: Фудбалски клуб Партизан Костајница) je nogometni klub iz Bosanske Kostajnice, Republika Srpska, Bosna i Hercegovina. 
 
Trenutačno se natječe u Područnoj ligi RS – Prijedor.

## O klubu
FK "Partizan" je osnovan 1953. godine, a službeno registriran 1954. godine. U početku se klub natjecao u okviru nogometnog saveza iz Prijedora, a od 1965. godine prelazi u ligaški sustav SR Hrvatske u okviru saveza iz Siska, radi blizine ostalih protivnika, lakših prometnih veza te funkcioniranja Bosanske Kostajnice i Hrvatske Kostajnice kao cjeline. Klub je osvajao ligu Sisačkog saveza. Sudjelovao je u kvalifikacijama za Zagrebačku zonu. 1970-ih godina je redoviti član Međuopćinske lige Karlovac – Kutina – Sisak. 
 
Kao posljedica rata u BiH, teritorija općine Bosanska Kostajnica je ušla u sastav Republike Srpske. Lokalne vlasti su promijenile ime grada prvo u Srpska Kostajnica, a od 2009. godine, kao posljedica odluke Ustavnog suda BiH i promjene naziva od strane Narodne skupštine Republike Srpske, u Kostajnica.
"Partizan" se od sezone 1995./96. natječe u ligama Republike Srpske, prvo kao član Druge lige RS, a najviše sezona je bio član Treće lige RS (kasnije Regionalna liga RS) i  Četvrte lige RS (kasnije Područna liga RS – Prijedor). 
Igralište "Partizana" je postalo poznato s obzirom na to da se dijelom nalazi na području Hrvatske, odnosno preko njega prolazi međudržavna granica Hrvatske i Bosne i Hercegovine.

## Uspjesi

### nakon 1991.
- Treća liga RS 
  - prvak: 1997./98. (Prijedor)
- Četvrta liga RS
  - prvak: 2004./05. (Prijedor)
- Područna liga RS – Prijedor 
  - prvak: 2015./16., 2024./25.
- Međuopćinska liga Prijedor 
  - prvak: 2014./15., 2023./24.

## Vanjske poveznice
- FK Partizan Kostajnica, facebook stranica
- Partizan, sportdc.net
- Partizan, srbijasport.net